# Anglars e Sent Felitz
Anglars e Sent Felitz (en francès Anglars-Saint-Félix) és un municipi francès situat al departament de l'Avairon i a la regió d'Occitània.

## Demografia
| 1962                                       | 1968 | 1975 | 1982 | 1990 | 1999 | 2006 |
| ------------------------------------------ | ---- | ---- | ---- | ---- | ---- | ---- |
| 670                                        | 701  | 655  | 620  | 579  | 562  | 596  |
| Des de 1962: població sense dobles comptes |      |      |      |      |      |      |

## Administració
| Període   | Identitat           | Partit        |
| --------- | ------------------- | ------------- |
| 1965-1977 | Joseph Bastide      |               |
| 1977-1994 | Jean Pomier         |               |
| 1995-2005 | Raymond Bastide     | Divers droite |
| 2005-     | Dominique Rouquette | Divers droite |